# عبد الكريم جاسم
عبد الكريم جاسم بدر (من مواليد 15 مايو 1956) ولد في محافظة البصرة جنوب العراق، هو مدرب كرة قدم عراقي ولاعب سابق. وهو نجل اللاعب العراقي الدولي السابق جاسم بدر. 

## مسيرته الرياضية

### لاعب
نادي الاتحاد
- العراق القسم الأول : 1980-1981

### مدير
نادي الميناء
- بطولة خوزستان : 2004-05
- وصيف الدوري العراقي الممتاز : 2004-05

نادي الرمثا
- وصيف كأس الأردن : 1997

نادي الطليعة تعز
- وصيف الدوري اليمني : 1999-00